# Vékonybél

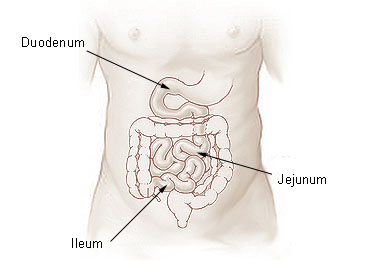
A vékonybél hasfali vetülete

A vékonybél (intestinum tenue) az emésztőcsatorna leghosszabb szakasza, a gyomor és a vastagbél között helyezkedik el. Három részből áll:
- patkóbél (duodenum): a gyomor pylorustól a Treitz-szalagig tart.
- éhbél (jejunum): Treitz-szalagtól éles határ nélkül folytatódik az ileumba.
- csípőbél (ileum): ileocoecalis szájadékig tart.

A bélrendszer leghosszabb része.

## Etimológia
A vékonybél elnevezés a vékonybélnek a vastagbélhez viszonyított kisebb átmérőjére vonatkozik.
A patkóbél elnevezés a bélszakasz alakjára utal. A duodenum szó a hosszúságából ered, a latin duodenum digitorum kifejezés jelentése: 12 ujjnyi. Az epésbél elnevezés az epe ebbe a bélszakaszba történő belépésére utal.
Az éhbél elnevezés arra utal, hogy boncoláskor általában üresen találják, mert perisztaltikája egy ideig a halál után is működik.
A csípőbél a hasüreg alsó részéig terjed, jobb és bal oldalon a csípőlapátok szomszédságáig.

## Embriológia
A duodenum suprapapillaris része (Vater-papilla feletti) az előbélből, a duodenum infrapapillaris része, valamit az éhbél és csípőbél a középbélből fejlődik ki. A szikhólyag és a foetalis bél között összeköttetés van, amely az 5. embrionális héten záródik és eltűnik, ha nem, Meckel-divertikulum formájában fennmaradhat.

## Méretek
Az ember vékonybele 5–7 m hosszú, átmérője oralisan 2,5–3 cm, aboralisan 2-2,5 cm.

## Anatómia

### A vékonybél anatómiai felépítése
A vékonybél az emésztőcsatorna leghosszabb szakasza, a gyomor és a vastagbél között helyezkedik el. A tápanyagfelszívódás szempontjából a vékonybél az elsőszámú anatómiai struktúra. A vékonybél ezen kívül az emberi szervezet „legnagyobb” immunszerve is. Számos biológiailag aktív amint és peptidet termel, amelyek részben endokrin, részben parakrin módon szabályozzák az emésztés, motilitás és felszívódás folyamatát.

### 3 fő szakasz
A vékonybél 3 fő szakasza a duodenum (nyombél, patkóbél), a jejunum (éhbél) és az ileum (csípőbél). A patkóbél elnevezés a bélszakasz alakjára utal. A duodenum szó a hosszúságából ered, a latin duodenum digitorum kifejezés jelentése: 12 ujjnyi. Az éhbél elnevezés arra utal, hogy boncoláskor általában üresen találják, mert perisztaltikája egy ideig a halál beállta után is működik. A csípőbél a hasüreg alsó részéig terjed, jobb és baloldalon a csípőlapátok szomszédságáig.
A vékonybél teljes hossza kb 4-7 méter. Átmérője az orális felén 2,5–3 cm, az aborális felén 2-2,5 cm. A duodenum és a jejunum közötti határ a duodenum lefutása, a környező parenchymalis szervek és érképletek, illetve a Treitz-szalag alapján makroszkóposán jól felismerhető. A jejunum és ileum közötti határ már nem különül el élesen, a szövettani átmenet is fokozatos.

#### Belső felépítése
A vékonybél-nyálkahártya szervezetünk legnagyobb felülete, ahol a külvilággal érintkezik. Redőzete, az ún. Kerkring-redők makroszkópos szinten szolgálják a felszívódáshoz szükséges minél nagyobb felület kialakítását. A tápanyagok felszívódásának anatómiai egysége a bélboholy (villus), amely a rajta található mikrovillusokkal együtt kb. 200 m2 összfelületet biztosít a felszívódáshoz. A mikrovillusokon helyezkednek el az ún. kefeszegélyenzimek, amelyek az összes tápanyagféleség felszívódásához elengedhetetlen, végső emésztési fázist végzik.
Ezek az enzimek bontják le a diszacharidokat, oligo- és polipetideket és a lipideket. Az emésztésen kívül a vékonybél-nyálkahártyában történik a víz és az elektrolitok felszívódása is, noha ez kitüntetetten a vastagbél feladata. Kizárólag a duodenumban találhatók a Brunner-mirigyek (glandulae duodenales), amelyek a submucosában helyezkednek el, és bőségesen tartalmaznak nyáktermelő kehelysejteket. Ezek a mirigyek a Lieberkühn-cryptákban lévő mirigyekkel együtt termelik a vékonybélnedvet, amely részben az emésztést, részben a nyálkahártya védelmét szolgálja.

## Ér- és idegellátás

### Vérellátás

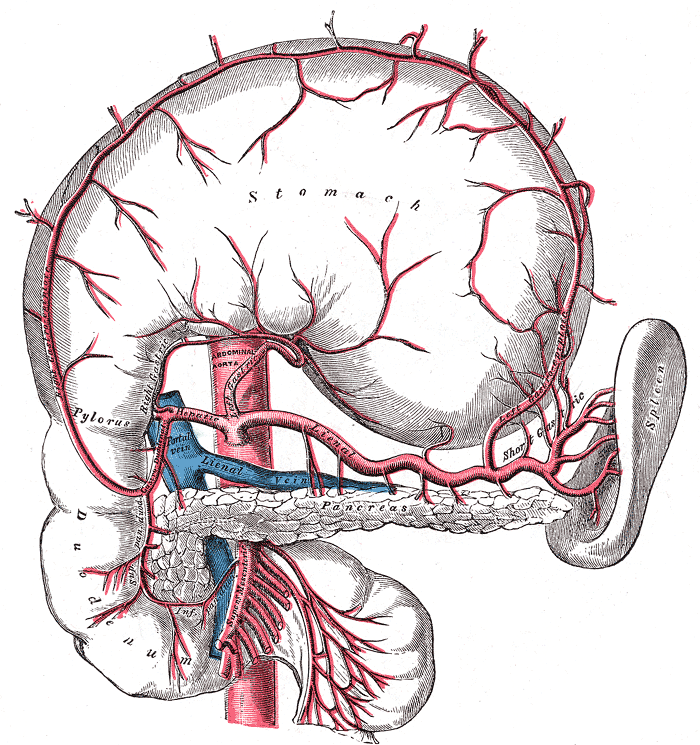
Duodenum vérellátása

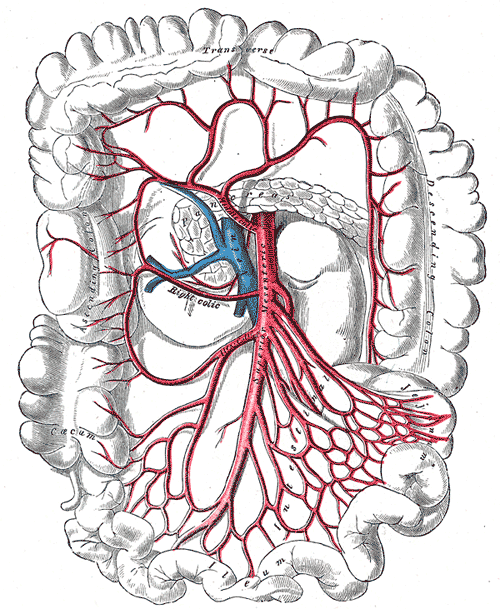
Jejunum és ileum vérellátása (az a. mesenterica superior ágrendszere)

A vékonybelet két fő artériából (a.) származó erek látják el vérrel: truncus coeliacus és az a. mesenterica superior:
- a. pancreaticoduodenalis superior (aorta » truncus coeliacus » a. hepatica communis » a. gastroduodenalis superior): a patkóbél felső suprapapillaris részét látja el vérrel.
- a. pancreaticoduodenalis inferior (aorta » a. mesenterica superior): a patkóbél distalis (infrapapillaris) részét látja el.
- jejunumot és ileumot ellátó artériák (aorta » a. mesenterica superior):
  - aa. jejunales: 3-6 hosszú és vaskos artéria, az éhbél számára.
  - aa. ileales: 5-10 rövid és vékony artéria, a csípőbél számára.

A jejunum kezdeti szakasza és az ileum végének (terminalis ileum) vérellátása sajátos:

Duodenojejunalis átmenet vérellátása:
- duodenojejunalis szög artériája: a. pancreaticoduodenalis inferior-ból vagy az előbbi artéria és az első jejunalis artéria közös törzséből táplálkozik.
- Néha az első két jejunalis artéria közötti anasztomózis hiányozhat.

A terminalis ileum vérellátása:
Az utolsó ileumkacs, valamint a hozzá tartozó mesenterium vérellátása szegényes (Treves-féle avasculris rész). Az utolsó ileum artéria és az a. ileocolica ilealis ága között anasztomózis áll fenn.
A mesenteriumban a jejuno-ileumot ellátó artériák két ágra oszlanak, és az egymással szomszédos artériák érárkádokat hoznak létre. A vékonybél oralis (felső) részén egy sor árkádot alkotnak, aboralis (alsó) szakaszon többszintű (2-5) árkádot képeznek. Az utolsó árkád, a bél szélétől néhány centiméterre a béllel párhuzamosan halad, ebből a bélre merőleges artériák indulnak, ezek a Dwight-féle egyenes erek. Az egyenes erek kb. 4 mm távolságra erednek egymástól, párban vagy eredés után oszlanak két ágra, amelyek majd a bél jobb és bal oldalán haladnak körbe. A belet elérve átfúrják a muscularis réteget, és a submucosában hálózatot alkotnak, majd a mucosa irányába ágakat adnak.

### Vénás elvezetés

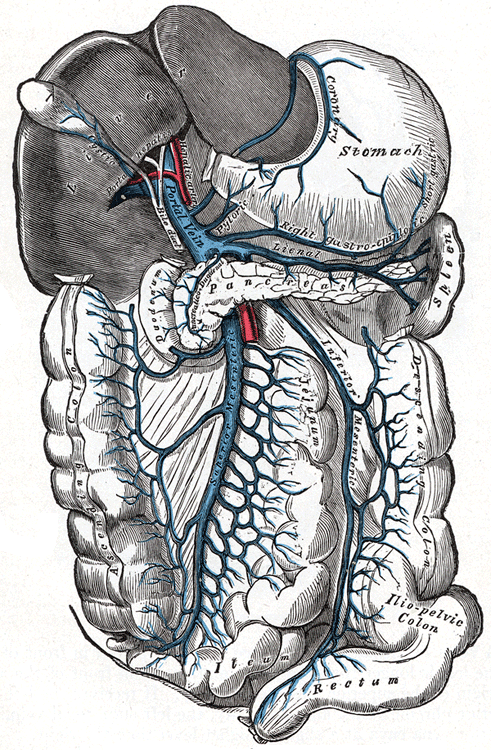
A vékonybél vénás elvezetése, a v. portae rendszer része

A vénák nagyjából az artériákat követik, számuk kisebb, mint az artériáké, egymással gazdag anasztomózis rendszert alakítanak ki, végül a vena (v.) mesenterica superiorba és v. portaeba ömlenek.
A duodenum vénás keringése nagyban eltér a vékonybél többi részétől:
- v. pancreaticoduodenalis superior anterior (» v. gastroepiploica dextra » v. mesenterica superior » v. portae)
- v. pancreaticoduodenalis superior posterior (» v. portae)
- v. pancreaticoduodenalis inferior anterior (» v. mesenterica superior » v. portae)
- v. pancreaticoduodenalis inferior posterior (» v. mesenterica superior » v. portae)

A jejunum és ileum vénás elvezetését 3 fő törzs végzi, ezek egyesülésükből jön létre a v. mesenterica superior (számos anatómiai variáció létezik): 
- truncus (tr.) jejunalis: vízszintesen jobbra tartó véna, amely a jejunum vénás vérét vezeti el.
- tr. intermedialis: ferdén felfelé és jobbra tart, az jejunoilealis átmenet vérét gyűjti.
- tr. ilealis: függőleges ágakból szedődik össze (vv. ileales), az ileum kacsok vérét drénezi.
  - v. ileocolica: az utolsó ileum kacstól.

### Nyirokkeringés
A nyirokkeringés a vékonybélben három hálózattal (mucosa, submucosa, subserosa szintjén) veszi kezdetét. 
Nyirokér 3-4X több van, mint artéria.
A nyirokcsomók 3 csoportban helyezkednek a nyirokutak mentén:
- Perifériás (Nodii lymphatici mesenterici juxtaintestinales): a mesenteriumban, a bél és az utolsó artériás árkád között helyezkednek el.
- Intermedialis: az első érárkádok mentén vannak.
- Centrális (Nodii lymphatici mesenterici centrales / superiores): a mesenterium gyökben, az a. és v. mesenterica superior körül helyezkednek el.

### Beidegzés
Szimpatikus:
- plexus coeliacus
- plexus mesentericus superior

Paraszimpatikus:
- nervus vagus

## Szövettan
Mucosa (nyálkahártya):
- - Rétegei:
- Egyrétegű hengerhám béleli (epithelium).
- A lamina propria (corion): kötőszöveti sejtekből, vér- és nyirokerekből, kapillárisokból áll, a villusok vázát képezi.
- Muscularis mucosae: vékony izomréteg a lamina propria és submucosa között.
  - A hámréteget alkotó sejtek: elsősorban enterocyták, ezek szintjén történik a tápanyagok felszívódása, ezek között számos más sejt is helyet foglal: kehelysejt (nyákot termel), Paneth-sejt (feltételezhetően a baktériumflóra szabályozásában van szerepe), M-sejt (antigén prezentáló sejt), APUD-sejt (amine precursor uptake and decarboxylation) (endokrin sejtek).
  - A nyálkahártyában található képletek:
- villusok: a nyálkahártya felszínén kesztyűujjszerű nyúlványok (villi intestinales), amelyek kb. 600%-kal megnövelik bélfelszínt. A vékonybél teljes belső felszínén megtalálhatók, nagyobb számban a duodenum és jejunum szintjén.
- Lieberkühn-mirigyek (crypta intestinalis, glandulae intestinales): hámbetüremkedések a lamina propriába, a villusok alapjánál.
- Folliculi lymphatici: limfocita tömörülések képezik.
  - solitaer (folliculi lymphatici solitarii): duodenumban hiányzik, a terminalis ileum szintjén gyakori.
  - Peyer-plakk (folliculi lymphatici aggregati): elsősorban a terminalis ileumban találhatók, ritkán a duodenumban és jejunumban is előfordul.
- félkör vagy kör alakú redők (Kerckring-redő, plicae circulares): bulbus duodeniben hiányzik, a duodenum további részében és a jejunumban sűrűbben, a terminalis ileumig fokozatosan eltűnik. A felszívódási felületet kb. 40%-kal növeli.

Submucosa: laza rostos kötőszövet alkotja, lehetővé teszik a nyálkahártya elmozdulását az izomrétegen.
- Brunner-mirigyek (duodenum-mirigyek, glandulae duodenales): a duodenumban találhatók, alkalikus vegyhatású (pH 8-9) nyákot választanak ki.

Muscularis: két rétegben helyezkednek el a simaizom rostok
- külső: hosszanti
- belső: körkörös

Serosa: visceralis peritoneumnak felel meg. A duodenum (kezdeti szakaszát kivéve) elülső felszínét, valamint a jejunumot és ileumot szinte körkörösen borítja.
- A vékonybél három része közötti különbségek:

| Réteg, képlet        | Duodenum                          | Jejunum                        | Ileum                                 |
| Nyálkahártya felszín | kezdeti szakaszán nincsenek redők | hosszú, több villus, több redő | rövid, kevesebb villus, kevesebb redő |
| Peyer-plakk          | csak ritkán                       | kevés                          | sok                                   |
| Brunner-mirigyek     | van                               | nincs                          | nincs                                 |
| serosa               | csak az elülső felszínét fedi     | körkörös                       | körkörös                              |

## Élettan
A vékonybél feladata a táplálék lebontása tápanyagokra, az egyszerű anyagok felszívása, valamint a meg nem emésztett anyagok továbbítása a vastagbél irányába.
A táplálék már a szájüregben és gyomorban bizonyos mechanikai, fizikai, és kémiai átalakulásokat szenved, de az emésztés 90%-a a vékonybélben történik.
Az emésztés a hasnyál, bélnedv, valamint az epe hatására jön létre.
A felszívódás a bélsejtek (enterocyták) kefeszegélye felől történik a vér- és nyirokerek irányába.
A bél szakaszos (helyi) mozgása a béltartalom keveredését segíti elő a bélnedvekkel, a perisztaltikus (tovahaladó) mozgás a béltartalom továbbjutását idézi elő.

## A vékonybél vizsgálatának lehetőségei
- Anamnézis (panaszok kikérdezése)
- Auszkultáció (a bél meghallgatása), palpáció (has tapintása)
- Szonográfia (a vékonybél, a mezentérium és ereinek ultrahangos vizsgálata)

## A vékonybél betegségei
A vékonybél betegségei számos különböző okból alakulhatnak ki, és sokféle tünettel járhatnak. A leggyakoribb vékonybél betegségek a következők:
```
1. 
Cöliákia
 (lisztérzékenység)
  - Leírás: Autoimmun betegség, ahol a glutén (búzában, árpában, rozsban található fehérje) fogyasztása kiváltja a vékonybél nyálkahártyájának károsodását.
  - Tünetek: Hasi fájdalom, hasmenés, puffadás, súlyvesztés, vitamin- és ásványianyag-hiány.
  - Kezelés: Gluténmentes diéta.
```

```
2. 
Crohn-betegség

  - Leírás: Krónikus gyulladásos bélbetegség (IBD), amely a vékonybélben és más bélrendszeri területeken is kialakulhat.
  - Tünetek: hasmenés, hasi fájdalom, fogyás, fáradtság, vér a székletben.
  - Kezelés: gyulladáscsökkentő gyógyszerek, immunszuppresszív szerek, műtét súlyos esetekben.
```

```
3. 
Laktózintolerancia

  - Leírás: A vékonybél laktáz enzim hiánya miatt a tejcukor (laktóz) emésztése elégtelenné válik.
  - Tünetek: puffadás, hasi fájdalom, hasmenés, gázképződés tejtermékek fogyasztása után.
  - Kezelés: laktózmentes diéta, laktáz enzim pótlása.
```

```
4. 
Kontamináltbél-szindróma
 (SIBO)
  - Leírás: A vékonybélben abnormálisan megnő a baktériumok száma, ami emésztési zavarokat okoz.
  - Tünetek: puffadás, hasmenés, zsírban gazdag széklet, vitaminhiány.
  - Kezelés: antibiotikumok, probiotikumok, speciális diéta.
```

```
5. 
Irritábilisbél-szindróma
 (IBS)
  - Leírás: Funkcionális emésztőrendszeri zavar, amely a vékonybelet és a vastagbelet is érintheti. Nem jár strukturális elváltozásokkal.
  - Tünetek: hasi fájdalom, székrekedés, hasmenés, puffadás, székelési szokások változása.
  - Kezelés: Diéta (pl. alacsony FODMAP diéta), stresszkezelés, gyógyszerek.
```

```
6. Whipple-kór
  - Leírás: Ritka bakteriális fertőzés (Tropheryma whipplei baktérium okozza), amely a vékonybelet és más szerveket is érinthet.
  - Tünetek: súlyvesztés, hasmenés, ízületi fájdalom, fáradtság, zsírban gazdag széklet.
  - Kezelés: Hosszú távú antibiotikum-terápia.
```

```
7. Mezenteriális iszkémia
  - Leírás: A vékonybél vérellátási zavara, ami akut vagy krónikus lehet. A véráramlás csökkenése miatt a bél szövete károsodhat.
  - Tünetek: súlyos hasi fájdalom, émelygés, hányás, székrekedés vagy hasmenés.
  - Kezelés: érsebészet, életmódbeli változások, esetenként gyógyszeres kezelés.
```

```
8. Divertikulitisz a vékonybélben
  - Leírás: Bár a divertikulitisz leggyakrabban a vastagbélben fordul elő, a vékonybélben is kialakulhatnak divertikulumok (kis tasakok), amelyek gyulladást okozhatnak.
  - Tünetek: hasi fájdalom, láz, hányinger, székrekedés vagy hasmenés.
  - Kezelés: antibiotikumok, súlyos esetben műtét.
```

```
9. Felszívódási zavarok (malabszorpciós szindrómák)
  - Leírás: A vékonybél képtelenné válik a zsírok, a fruktóz és más tápanyagok megfelelő felszívására.
  - Tünetek: súlyvesztés, fáradtság, zsíros széklet, vitaminhiányok.
  - Kezelés: speciális étrend, enzimpótlás.
```

```
10. Vékonybél daganatok
  - Leírás: Ritkábban, de vékonybélben is kialakulhatnak jóindulatú és rosszindulatú daganatok (pl. adenokarcinóma).
  - Tünetek: hasi fájdalom, vérszegénység, súlyvesztés, vér a székletben.
  - Kezelés: műtét, kemoterápia, sugárkezelés.
```

Ezek a leggyakoribb vékonybél betegségek, amelyek különböző emésztési és felszívódási zavarokat okozhatnak, és amelyek diagnózisa és kezelése gyakran összetett folyamatokat igényel.